# Manifestations de 2025 en Indonésie
 (avril 2025).
Des manifestations antigouvernementales publiques et étudiantes ont lieu dans plusieurs villes d’Indonésie. Ils ont été lancés le 17 février 2025 par l'Union des étudiants indonésiens (BEM SI), en collaboration avec des syndicats étudiants individuels.
Selon le coordinateur central du BEM SI, Herianto, l'alliance avait appelé à des manifestations dans tout le pays les 17 et 18 février (annulées à Jakarta), tandis qu'elles organiseraient la manifestation au niveau central à Jakarta les 19 (annulées) et 20 février. La Coalition de la société civile avait également appelé les civils à participer aux manifestations le 21 février après les prières du vendredi,. Le BEM SI a prévu qu'environ 5 000 étudiants participeraient aux manifestations, et a également menacé de prendre d'autres mesures si le gouvernement ne réagissait pas positivement,.
La deuxième vague de manifestations a débuté en mars 2025 après la ratification de la nouvelle loi révisée sur les forces armées nationales indonésiennes, qui a augmenté le nombre de postes civils que les soldats sont autorisés à occuper, de 10 à 14. En général, la plupart des manifestations se sont déroulées devant les bâtiments des assemblées législatives respectives (nationales ou régionales), les participants portant généralement des vêtements noirs, et ont été marquées par l' incendie de pneus usagés et des affrontements avec la police.

## Contexte

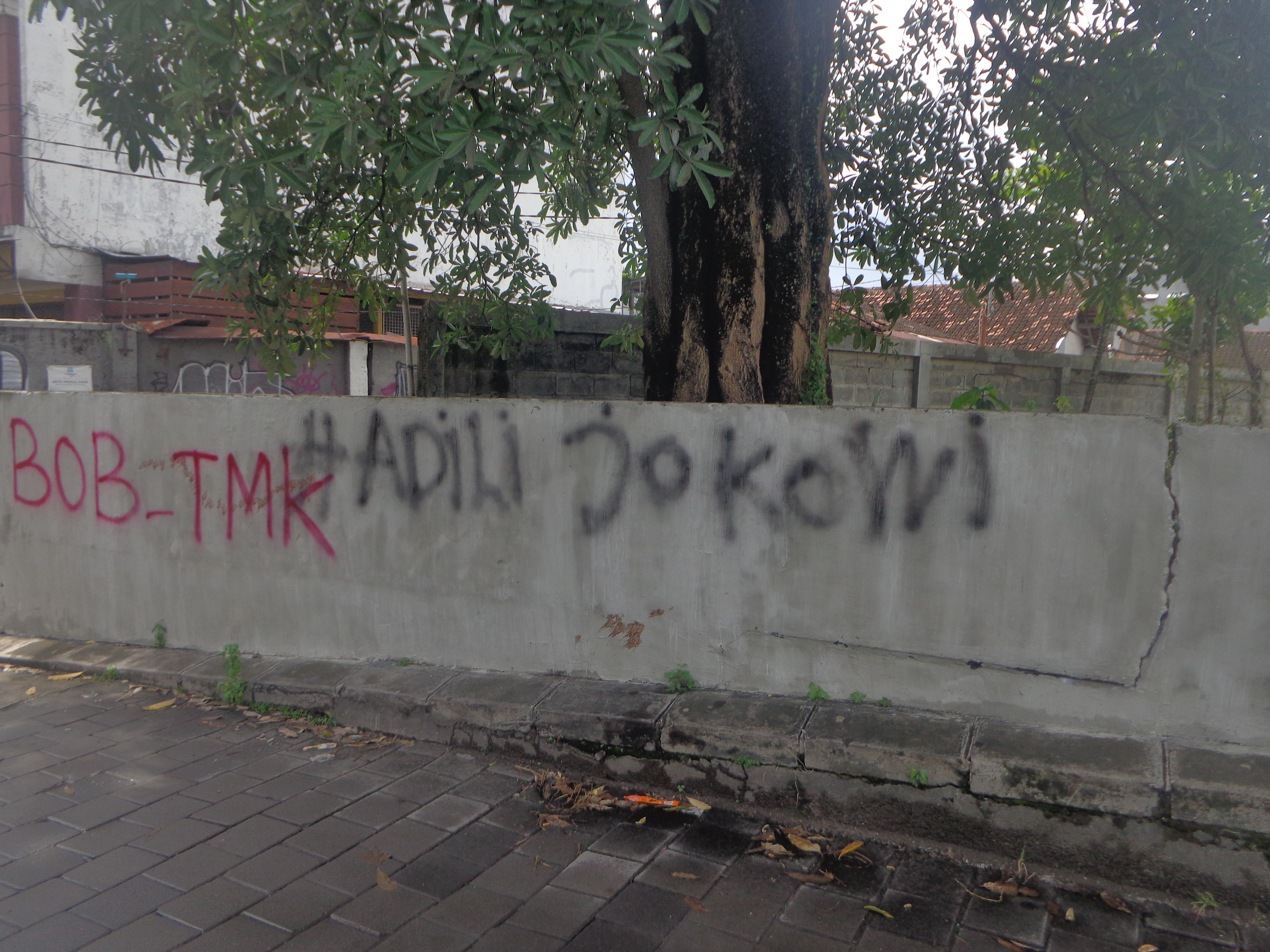
Graffiti « #Adili Jokowi » à Janti, régence de Sleman, région spéciale de Yogyakarta, 7 mars 2025

### Manifestations de février
Les manifestations ont eu lieu en réponse aux politiques controversées du président indonésien Prabowo Subianto et de son vice-président Gibran Rakabuming Raka, qui incluent le repas nutritif gratuit (id) (MBG) et la promulgation de l'instruction présidentielle numéro 1 de 2025, qui a conduit à des coupes budgétaires massives, soi-disant pour financer le programme de repas nutritifs gratuits. Le surnom #IndonesiaGelap lui-même provient d'un hashtag populaire sur Twitter (X). Selon Beautynesia, le hashtag a été utilisé par plus de 760 000 tweets, mais en 24 heures, ce nombre a augmenté jusqu'à 14 milions de tweets. Selon le coordinateur du BEM SI, Satria Naufal, il représente « les peurs, les inquiétudes et le bien-être des citoyens ». La société de recherche numérique Jangkara a constaté qu'en février 2025, le hashtag a reçu 81 % de sentiments négatifs, suivis de 13 % de sentiments neutres et de 6 % de sentiments positifs, sur la base de leur analyse de 64 816 commentaires sur X.
Les manifestations étudiantes ont été précédées par une manifestation anti-gouvernementale similaire Adili Jokowi (« Essayez Jokowi »), manifestation qui a eu lieu à Surakarta le 14 février 2025, exigeant une enquête sur les affaires le concernant. Cependant, 10 minutes plus tard, les manifestants se sont dispersés après de fortes pluies. Parallèlement à cela, il y a eu des cas de graffitis portant l'inscription Adili Jokowi dans certaines parties de Java, comme Yogyakarta, Surabaya et Malang, dont une grande partie a été supprimée plus tard par les autorités locales. Le musicien Iwan Fals a néanmoins critiqué cette demande et s'est interrogé sur ses fautes dans l'exercice de ses fonctions. Entre-temps, le fondateur de KedaiKOPI, Hendri Satrio, a également douté du succès de ce mouvement, affirmant qu'il serait difficile pour le gouvernement de Prabowo d'arrêter et de traduire Jokowi en justice,.
Le coordinateur central du BEM SI, Herianto, a affirmé que l'Indonésie « est dirigée par des soleils jumeaux » et a donné un exemple concernant l'interdiction de vente de 3 kg de bouteilles de gaz GPL par de petits commerçants informels, une politique qui a été appliquée à l'insu du président Prabowo Subianto et qui a ensuite été abrogée. Il a également affirmé que les étudiants étaient déçus après que Prabowo ait crié « Vive Jokowi ! » lors du 17e anniversaire du parti Gerindra au Sentul International Convention Center. Prabowo lui-même a été accusé par ses adversaires et analystes politiques d'être la marionnette de Jokowi en raison de sa proximité et de l'influence du président sur sa politique. Prabowo a nié cette accusation à plusieurs reprises, la plus récente ayant eu lieu lors du même événement du 17e anniversaire du Parti Gerindra, auquel il a répondu en disant « Ndasmu! » (« Sur ta tête ! ») avec un ton et une expression faciale moqueurs. Une telle réaction a suscité des critiques de la part du public, la jugeant puérile et conflictuelle envers son opposition,.
Pendant ce temps, lors des manifestations du 17 février, Prabowo a assisté à une réunion à huis clos avec ses ministres du Cabinet rouge et blanc à Istana Merdeka tout en discutant de diverses questions stratégiques telles que la prévention des jeux de hasard en ligne. Ils ont également été vus en train de déjeuner ensemble. Dans le même temps, les huit fractions de la RPD sont convenues de ratifier officiellement la révision proposée de la loi sur les minéraux et le charbon lors de la 13e session plénière du 18 février,. L’un des changements proposés à la loi était de permettre aux universités et aux collèges d’Indonésie d’obtenir des permis miniers et de s’impliquer dans l’exploitation minière. Les partisans de ce changement du gouvernement ont fait valoir que cela réduirait le coût de l'enseignement supérieur, tandis que les universitaires et les étudiants ont critiqué le changement comme étant potentiellement utilisé pour empêcher les universités de participer à l'activisme tout en aggravant les dommages écologiques causés par l'industrie minière,,. Ce changement proposé a été abandonné plus tard lorsque la loi a été adoptée le 17 février par le Parlement, le jour même où les manifestations ont éclaté.

## Réactions

### Domestique

#### Les manifestants
Rizki Nauli Siregar, professeur à la Faculté d'économie et de commerce de l'Université d'Indonésie (UI), a publié l'image ci-dessus mais avec un fond noir, tout en soutenant les étudiants de sa classe à participer aux manifestations. Subarsono, professeur à la Faculté des sciences sociales et politiques de l'Université Gadjah Mada (UGM), a déclaré qu'une manifestation politique est un signe de démocratie vivante. Un autre professeur de la Faculté des sciences sociales et politiques de l'UGM, Muchtar Habibi, a affirmé que les manifestations pourraient être renforcées en élargissant leur participation.
Henri Subiakto, professeur à l'Université d'Airlangga, considérait les manifestations non seulement comme un mouvement spontané, mais aussi comme une forme d'accumulation de leur déception face à la situation politique en Indonésie. Il a ensuite approuvé la déclaration du Dr Mahfud selon laquelle « l'Indonésie est toujours dans l'obscurité ». L'universitaire et historien Andi Achdian les a considérés comme un choc pour le gouvernement de Prabowo.
Rocky Gerung a estimé que les manifestations n’étaient pas seulement une expression de pessimisme, mais aussi un reflet de la situation réelle. Il a également critiqué plus tard la réponse de Prabowo aux manifestations comme étant insuffisante et a encore souligné la rhétorique de Prabowo qui a continuellement loué Jokowi comme un signe de son influence indue sur lui. Le fan club du boys band sud-coréen NCT, NCTzen, a annoncé son soutien aux manifestants et qu'il fournirait gratuitement de la nourriture, des boissons et des soins médicaux grâce au financement participatif (voir #Jakarta). Le fan club d'un autre boys band sud-coréen, Super Junior, a également proposé une telle chose,.

#### Gouvernement
Le chef du bureau de communication présidentiel, Hasan Nasbi, a confirmé au milieu des manifestations que les fonds alloués aux collèges, Kartu Indonesia Pintar (id) pour l'université, et les bourses ne seront pas coupées. Le ministre du Secrétariat d'État, Prasetyo Hadi, a répondu que l'Indonésie « n'est pas vraiment sombre » comme le suggère le slogan, et a appelé les étudiants à être optimistes. Le vice- ministre de l'Enseignement supérieur, des Sciences et de la Technologie, Fauzan, a demandé aux étudiants manifestants d'accroître leurs capacités intellectuelles. Le porte-parole du Bureau de communication présidentielle, Adita Erawati, a confirmé que quelques demandes présentées par les manifestants ont été satisfaites par le gouvernement, comme la non-augmentation des frais de scolarité et la suppression des bourses. Son collègue porte-parole, Ujang Komarudin, a répondu que l'Indonésie était toujours « brillante », et non « sombre » comme le suggère le slogan. Il a également confirmé qu'il n'y aurait pas de réduction des bourses, que les frais de scolarité ne seraient pas augmentés et que les examens de santé gratuits seraient maintenus.
Le président de l'Assemblée consultative du peuple (MPR), Ahmad Muzani, a jugé la réaction du public lors des manifestations comme excessive et contreproductive. Le vice-président du MPR, Eddy Soeparno, a appelé les étudiants à être optimistes et a affirmé que le pessimisme ne fait qu'entraîner la situation dans une impasse. Le vice-président de la Chambre des représentants (DPR), Adies Kadir, a considéré les manifestations comme une forme de créativité des étudiants pour exprimer leurs aspirations. Luhut Binsar Pandjaitan, président du Conseil économique national (DEN), a répondu au hashtag #IndonesiaGelap, utilisé par les étudiants manifestants protestant contre diverses politiques gouvernementales. Il a fait valoir que l’Indonésie a bien progressé, malgré certaines lacunes qui, selon lui, ne sont pas propres au pays mais sont également rencontrées par d’autres nations, y compris les États-Unis. Luhut a rejeté l’idée selon laquelle l’Indonésie est dans un état désastreux et que le gouvernement progresse bien. Il a déclaré que les manifestants étaient « noirs » et non indonésiens.
En prévision des manifestations coordonnées à l'échelle nationale du 20 février, qui coïncident avec l'investiture des chefs régionaux élus lors des élections locales indonésiennes de 2024, la police nationale indonésienne (Polri) a exhorté les étudiants à ne pas organiser de manifestations à proximité du palais d'État ni à perturber la cérémonie d'investiture,.
Le vice-président de la RPD, Sufmi Dasco Ahmad, a considéré les manifestations contre la loi sur les forces armées comme normales dans un pays démocratique.

## Impacts
Les manifestations étudiantes ont été présentées en couverture de l'édition en ligne du 18 février 2025 du journal Lentera. Le 18 février, la roupie a commencé à s'affaiblir de 0,38 % en raison des manifestations, mais la monnaie a commencé à se renforcer de 0,10 % le 21 février. En réponse aux manifestations, des tentatives sont actuellement menées pour contrer #IndonesiaGelap sur diverses plateformes de médias sociaux via le hashtag #IndonesiaCerah (« #BrightIndonesia »), provenant d'un compte Instagram benpro.tv.
Selon un chercheur principal de l'Institut Citra, Efriza a prédit que le ministre de l'Enseignement supérieur, des Sciences et de la Technologie de l'époque, Satryo Brodjonegoro, pourrait être remplacé lors d'un remaniement en raison des manifestations actuelles menées par les étudiants. Ce remaniement a été confirmé plus tard et est entré en vigueur le 19 février, Brodjonegoro étant limogé de son poste,. Rocky Gerung a cependant exigé du gouvernement qu'il fournisse des explications sur son renvoi, et a affirmé que le mouvement étudiant a été préparé pendant des mois avec la participation de divers experts,.
Le 21 mars, sept étudiants de la Faculté de droit de l'Université d'Indonésie ont soumis un contrôle juridictionnel sur la loi révisée sur les forces armées à la Cour constitutionnelle d'Indonésie. Ils ont constaté de nombreuses irrégularités lors de sa révision, jugée « inconstitutionnelle » et « bâclée ». Cette initiative fut rapidement suivie par la Coalition de la société civile.
Alors que la situation du pays ne montre aucun signe d'amélioration, de nombreux jeunes Indonésiens ont décidé de fuir le pays pour chercher une nouvelle vie alors que le gouvernement continue de répondre aux manifestations de manière négative.